# 颱風鯨魚 (2003年)
颱風鯨魚（英語：Typhoon Kujira，國際編號：0302，聯合颱風警報中心：WP022003，PAGASA：Amang）是一個持續時間較長的熱帶氣旋，持續了16天，在2003年4月影響密克罗尼西亚岛群、臺灣和日本等島國，後者也是歷史上在公曆年內最早登陸的颱風。鯨魚是在4月9日由一大片遠離任何陸地的擾亂天氣區域形成，成為熱帶低氣壓。它在早期階段迅速增強，並在生成後僅兩天就升格為熱帶風暴。儘管隨後增強速度減慢，風暴仍在4月14日達到颱風的標準。風暴繼續增強，鯨魚在4月15日晚上達到風力時速165公里、最低氣壓930毫巴（百帕；27.46英寸汞柱）的最高強度。在達到最高強度後，鯨魚開始向西北移動且強度出現波動，強度又出現另外兩個高峰。4月21日，颱風強度跌至熱帶風暴標準，並開始在臺灣以東地區蜿蜒移動數日。然而，在4月24日，鯨魚恢復向北移動並開始減弱，並在4月24日在九州登陸時降格為熱帶低氣壓。登陸後，鯨魚轉變成溫帶氣旋，並仍然存在，直到2003年4月底這些溫帶殘留越過国际日期变更线。
發展後不久，鯨魚除了造成輕微的農業和基礎設施破壞外，還在波納佩州造成兩人死亡；關島也受到類似的影響。幾天後，由於預報顯示可能出現強風和降雨，颱風促使菲律宾發布氣旋警告並採取其他預防措施。然而，風暴對島鏈的影響仍然很小。此次颱風還導致臺灣發出警報，成為自1978年以來首個達成如此壯舉的四月颱風。然而，與菲律賓不同的是，臺風將為台灣帶來大量降雨。颱風對日本的影響最為嚴重，特別是琉球群岛。強風、降雨和海浪在石垣島造成農業損失達23萬美元（2,780萬日圓）。一人因海浪受傷而死亡。據報導，九州出現強降雨，大分县的最高降雨量達到196毫米。總體而言，儘管鯨魚距離陸地較遠，且在唯一一次登陸時強度較弱，但它還是造成三人死亡。

## 氣象歷史
4月6日，形成颱風鯨魚的系統起源於波纳佩岛以南和以赤道附近為中心的大範圍對流區。當時，該不穏定天氣區域呈現出多個環流中心，因此系統總體上結構仍然混亂。然而在4月8日，系統身處在弱風切變的區域內，對流開始向的同一中心整合。因此，日本氣象廳（JMA）和聯合颱風警報中心（JTWC）均在4月9日凌晨0時將風暴系統歸類為熱帶低氣壓。在氣旋形成早期的大部分時間內，當它向北移動時，低層環流中心仍然位於主要對流細胞的東側。儘管如此，聯合颱風警報中心在生成後僅六小時就將低氣壓升級至熱帶風暴標準，而日本氣象廳則繼續將該系統歸類為熱帶低氣壓。
4月9日後它逐漸增強。4月11日凌晨0時，日本氣象廳將系統升級至熱帶風暴標準，因此按順序將其命名為鯨魚（クジラ），意指鯨魚星座。大約在同一時間，受北方的高氣壓影響，鯨魚開始轉向西移動。同時，四周的風切變有所減弱，風暴進一步整合，從而可以更快地增強。在接下來的一天裏，鯨魚發展出現一帶狀的風眼特徵，後來又整合成一清晰的圓形風眼；聯合颱風警報中心和日本氣象廳分別在4月12日晚上6時和4月14日凌晨0時升級至颱風標準。4月14日，一道短波槽導致鯨魚稍微向西北移動。颱風持續明顯地增強，4月15日晚上，聯合颱風警報中心將位於雅浦州西北偏北約400公里處的鯨魚升格為本年首個超級颱風。大約在同一時間，鯨魚達到風力時速165公里的最高強度。當時估計其1分鐘持續風速達每小時250公里，相當於薩菲爾-辛普森颶風等級的四級颶風標準。在達到最高強度後，鯨魚繼續向西移動，並在4月16日中午12時進入菲律賓大氣地球物理和天文服務管理局（PAGASA）的責任區，因此該機構為該颱風命名為阿芒（Amang）。

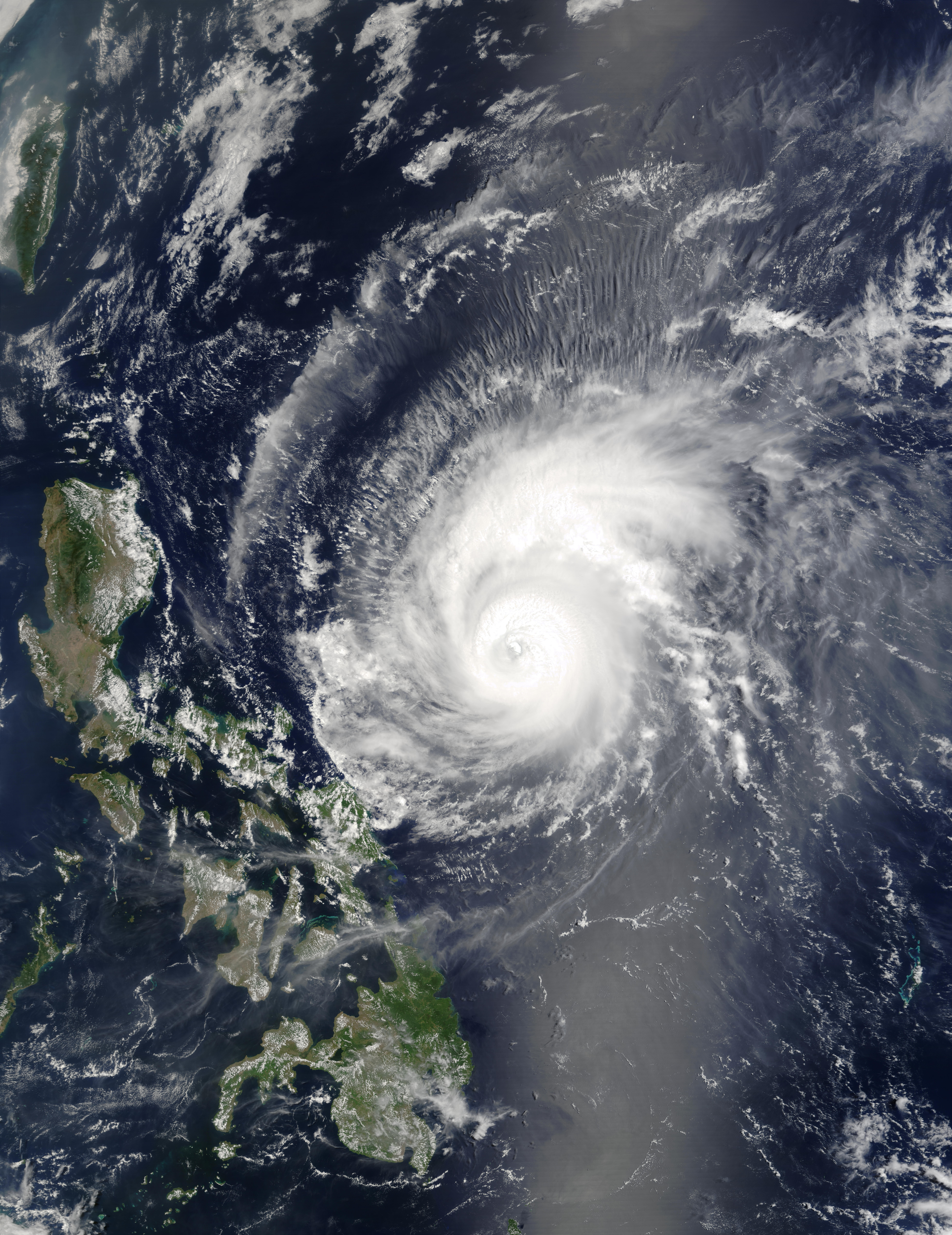
4月19日，在菲律賓近海的颱風鯨魚

4月17日，熱帶氣旋開始稍微向西南移動，並進入乾空氣和風切變增強的區域，從而使鯨魚暫時減弱。儘管這些不利條件的影響較長，但颱風在翌日再次增強至第二波最高強度。儘管聯合颱風警報中心表示其最大持续风速顯著上升，但日本氣象廳僅以气压略有下降反映這次增強。在接下來的兩天裏，由於附近的副熱帶高壓脊出現弱點，鯨魚開始向北移動，並由於眼牆置換循環而使強度出現波動；在4月20日達到第二波最高強度，隨後又再減弱。這一趨勢仍在繼續，4月21日晚上6時，日本氣象廳和聯合颱風警報中心均將鯨魚降級為熱帶風暴。系統降級後，由於附近出現兩個高氣壓，鯨魚變得靜止不動，而且路徑變得蜿蜒曲折。儘管大氣條件惡劣，熱帶風暴仍然完好無損，帶有持續的深層對流和有組織的雨帶。然而在4月23日晚上，氣旋開始向北漂移，並最接近臺灣。翌日，鯨魚持續加速向東北移動，並繼續減弱。4月24日中午12時，因為風暴已離開菲律賓大氣地球物理和天文服務管理局的責任範圍，該機構不再發布有關風暴的公告。翌日凌晨3時，日本氣象廳將風暴降級至熱帶低氣壓標準，而聯合颱風警報中心在三小時後不再監測該系統。大約在同一時間，鯨魚以相同的強度在熊本縣牛深市附近登陸。系統持續減弱，日本氣象廳繼續將該系統歸類為熱帶低氣壓，直到4月25日中午12時，該系統轉變成溫帶氣旋。日本氣象廳繼續追蹤鯨魚的溫帶殘留，直到4月30日它們越過国际日期变更线。

## 防災措施及影響

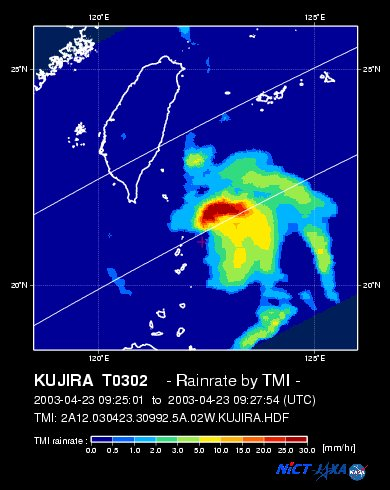
熱帶降雨測量任務在4月23日顯示熱帶風暴鯨魚的估計降雨率

鯨魚形成後不久，就在波納佩島附近掠過，導致全島出現強降雨，最高可達250毫米。儘管颱風距離該島較遠，但仍有兩人死亡，其中一人被倒下的樹木壓死，另一人在海上死亡，原因不明。它還對島上的建築物和農作物造成輕微破壞。颱風的外圍雨帶隨後在經過關島以南較遠海域時帶來烈風和強降水。此後，風暴在一段時間內遠離陸地。然而在4月18日，由於可能出現陣風和降雨，菲律賓大氣地球物理和天文服務管理局對菲律賓卡坦端內斯省發布一號風暴信號。隨著鯨魚靠近群島，一號風暴信號擴大到巴布延群岛，而二號風暴信號則針對菲律賓北部的巴丹群島。為了應對颱風，國家災害協調委員會成立區域災害協調委員會和應急計劃，而菲律宾武装部队則為任何潛在的緊急情況做好準備。菲律賓海巡署在鯨魚附近的菲律賓海域巡邏，以引導船隻遠離颱風。儘管颱風也曾威脅取消兩年一度的聖費爾南多帆船賽（San Fernando Race），但同時影響菲律賓的非典型肺炎疫情最終導致其取消。最終對菲律賓的影響仍然微不足道。
隨著鯨魚開始靠近臺灣，臺灣政府在風暴來臨前發布海上及陸上颱風警報。當地氣象局特別向該島南部和東南沿海的船隻發出警報。由於鯨魚持續增強，這促使交通部中央氣象局對臺灣部分地區發布中度颱風警報，但在4月22日颱風減弱後，這些警報被降級為輕度颱風級別。這使得鯨魚成為自1978年以來首個促使臺灣發布相關氣旋警報的四月颱風。預計對該島的影響僅限於降雨，但預計降雨也將減輕持續的干旱情況。然而，泥石流也是颱風的潛在影響。內政部消防署和台灣電力公司制定颱風應急預案，並採取其他預防措施。蘭嶼和綠島鄉的機場關閉。鯨魚的外圍雨帶帶來的降雨量將是該島幾個月來最大的降雨量之一。
與其他地區相比，鯨魚對日本的影響最大。受附近颱風影響，爱媛县出現多雲天氣，能見度較差，多個航班被取消，約1,800名乘客受影響。高知县也發生類似的航班延誤和取消。隨著鯨魚靠近日本，風暴給琉球群岛帶來洶湧的海浪，浪高達到2.5米。在沖繩縣，一名女子被海浪捲走。雖然她被救出並送往附近醫院，但最終仍然傷重不治。再往南面，石垣島出現強降雨和接近歷史記錄的強陣風。這些綜合影響造成面積達190公頃的農地破壞，損失達23萬美元（2780萬日圓）。然而在日本，與鯨魚相關的最強降雨發生在九州。其中，大分县釋迦岳的降水量最高，達到196毫米。其餘五個地點均位於九州，報告的總降雨量超過125毫米。最終鯨魚在熊本縣牛深巿附近登陸，成為在任何公曆年內最早登陸日本的颱風。

## 外部連結
- 日本氣象廳有關颱風鯨魚（0302）的一般資訊 （页面存档备份，存于），取自數位颱風網 （英語）
- 日本氣象廳有關颱風鯨魚（0302）的最佳路徑數據 （页面存档备份，存于） （日語）
- 日本氣象廳有關颱風鯨魚（0302）的最佳路徑數據（圖像） （页面存档备份，存于） （英語）
- 日本氣象廳的最佳路徑數據（文本） （页面存档备份，存于） （英語）
- 聯合颱風警報中心有關第二號超級颱風（鯨魚）的最佳路徑數據 （页面存档备份，存于） （英語）
- 美國海軍研究實驗室有關02W.鯨魚[] （英語）